# Clean with Passion for Now
Clean with Passion for Now (coréen : 일단 뜨겁게 청소하라!!) est une série télévisée sud-coréenne de 2018 mettant en vedette Yoon Kyun-sang, Kim Yoo-jung  et Song Jae-rim. Elle est basée sur le webtoon populaire du même titre par Aengo, qui a d'abord été publié par KakaoPage en 2013, puis par ComicoKorea en 2015,. Elle a été diffusée sur le créneau horaire de JTBC les lundis et mardis à 21h30 (KST) du 26 novembre 2018 au 4 février 2019.

## Synopsis
Jang Seon-kyul (Yoon Kyun-sang) est riche et beau, mais est gravement atteint de mysophobie. Il est obsédé par le nettoyage et possède même sa propre entreprise de nettoyage. Cependant, il rencontre une fille insouciante et peu soignée, Gil Oh-sol (Kim Yoo-jung), qui entre dans son entreprise en tant que nouvelle employée. Oh-sol a occupé toutes sortes d'emplois à temps partiel tout en s'efforçant d'obtenir un emploi à temps plein et n'a pas le luxe de sortir ou de nettoyer. Elle a renoncé à être propre après avoir été confrontée à la dure réalité du monde et est connue pour toujours porter son survêtement de marque. Mais elle a une personnalité vive et n'a pas peur de se salir. Avec l'aide de Oh-sol, Seon-kyul affronte sa mysophobie et tombe également amoureux d'elle.

## Distribution

### Principale
- Yoon Kyun-sang joue le rôle de Jang Seon-kyul : beau et riche PDG de Cleaning Fairy, qui souffre de mysophobie[5].
- Kim Yoo-jung dans le rôle de Gil Oh-sol : fille à la personnalité positive ; elle ne se soucie pas vraiment de la saleté et possède un estomac solide[6].
- Song Jae-rim dans le rôle de Choi Ha-in / Daniel Choi, un psychiatre de la clinique de Rochester qui vit sur le toit de la maison de Oh-sol et est connu pour être un esprit libre[7]

### Secondaire

#### Personnes autour d'Oh-sol
- Kim Won-hae Gil Gong-tae : père de Oh-sol ; nettoyeur de quartier[8]
- Lee Do-hyun Gil Oh-dol : jeune frère de Oh-sol qui est un athlète de Taekwondo prometteur[9].
- Min Do-hee dans le rôle de Min Joo-yeon : meilleure amie de Oh-sol[10].

#### Personnes autour de Seon-kyul
- Kim Hye-eun Cha Mae-hwa : mère de Seon-kyul[11].
- Ahn Suk-hwan Cha Seung-hwan : grand-père de Seon-kyul qui est le président du groupe AG.
- Yoo Sun en tant que secrétaire Kwon, secrétaire de Seon-kyu[12].
- Kim Ki-nam : secrétaire Kim.

#### Nettoyage de fées
- Yang Hak-jin dans le rôle de Kim Dong-hyun : rebelle qui sait se battre[13].
- Cha In-ha dans le rôle de Hwang Jae-min, un rêveur qui a été chassé de chez lui[14].
- Go Geon-han dans le rôle de Jeon Young-shik : l'aîné de Oh-dol au centre d'entraînement de Taekwondo[15].

#### Autres
- Son Byong-ho : président Yang, amant de Mae-hwa[16].
- Lee Jin-kwon : assistant du président Yang.
- Choi Yoo-song dans le rôle de Bodhisattva Wang : patient de Ha-in qui est diseur de bonne aventure[17].
- Ham Sung-min : collectionneur de figurines.

### Apparitions spéciales
- Choi Woong dans le rôle de Lee Do-jin : dernière année d'université de Oh-sol et son premier amour.
- Park Kyung-hye : patient de Ha-in.
- Woo Hyun dans le rôle de Baek Geum-sul : patient de Ha-in, se faisant passer pour un médecin.
- Na Hae-ryeong dans le rôle de Kim Hye-won : présentatrice de télévision.
- Park Ah-in dans le rôle de Lee Young-eun : femme dans un bureau nettoyé par Oh-sol.
- Jo Ryun dans le rôle de Jung Hye-won : mère d'Oh-sol et d'Oh-dol.
- Kim Joo-young en tant : acteur qui connaît Jae-min.
- Kim Sun-bin : avocat.
- Shin So-yul dans le rôle de Seo Ji-hye : réceptionniste dans un hôtel.

## Production
La première lecture du script a eu lieu le 30 janvier 2018 au siège de la JTBC à Sangam-dong. La série devait être diffusée en avril 2018 Cependant, le 26 février, il est révélé que l'actrice principale Kim Yoo-jung a été diagnostiquée d'une hypothyroïdie et qu'elle se concentrerait sur un traitement Elle a depuis interrompu le tournage et sa diffusion est reportée au second semestre de l'année. Le 25 mai, JTBC annonce que la production reprendrait le tournage en août 2018 pour une première prévue en novembre 2018. Ahn Hyo-seop, qui était initialement prévu dans le rôle principal de Jang Seon-kyul, s'est retiré du drama en raison de conflits d'emploi du temps,. Il est remplacé par Yoon Kyun-sang. Le tournage reprend le 5 septembre 2018.